# サン・ロレンソ (パラグアイ)
サン・ロレンソ（スペイン語: San Lorenzo、スペイン語発音: [san loˈɾenso]）は、パラグアイの中央県の都市。

## 概要
大アスンシオンの一部である。
2016年の人口は25万2561人で、国内第3位の都市である。
また、アスンシオン国立大学が立地する大学都市でもある。

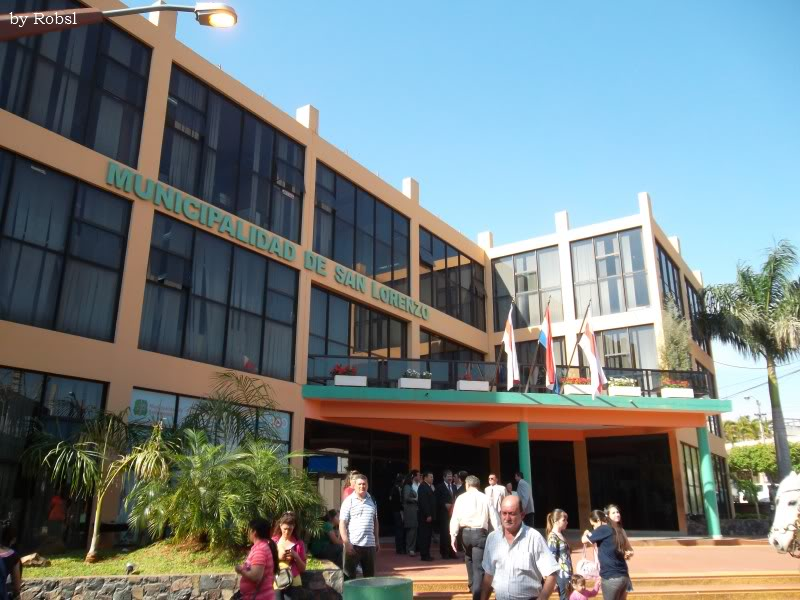
サン・ロレンソのシティホール
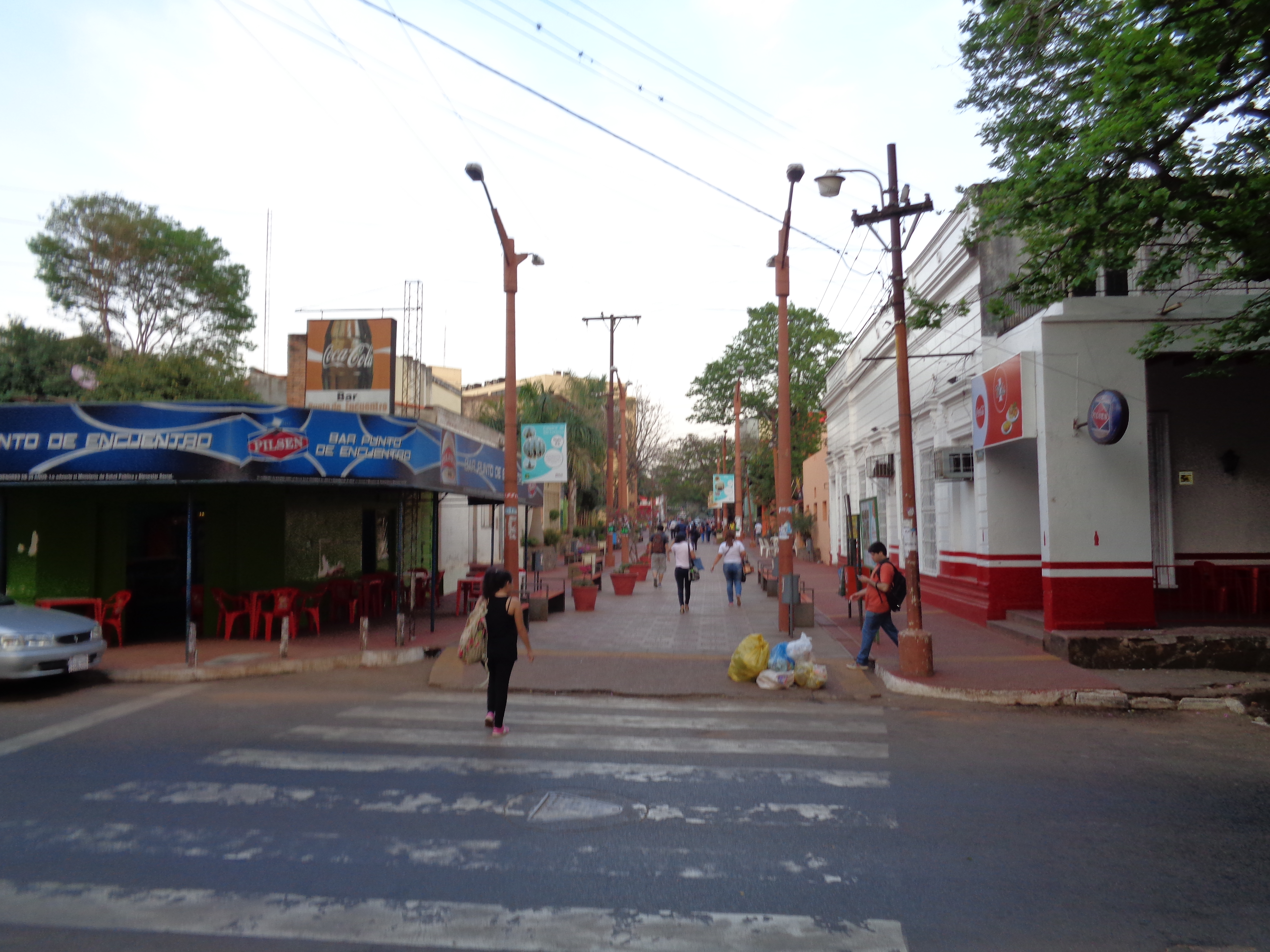
メインストリート

## 地理

### 人口
- 1982年7月11日：7万4552人
- 1992年8月26日：13万3395人
- 2002年8月28日：20万4356人
- 2005年7月1日：22万4536人
- 2016年7月1日：25万2561人

## 経済
サン・ロレンソは中央県の経済・教育の分野において重要な都市である。主力産業は、商業と製造業である。

## 教育

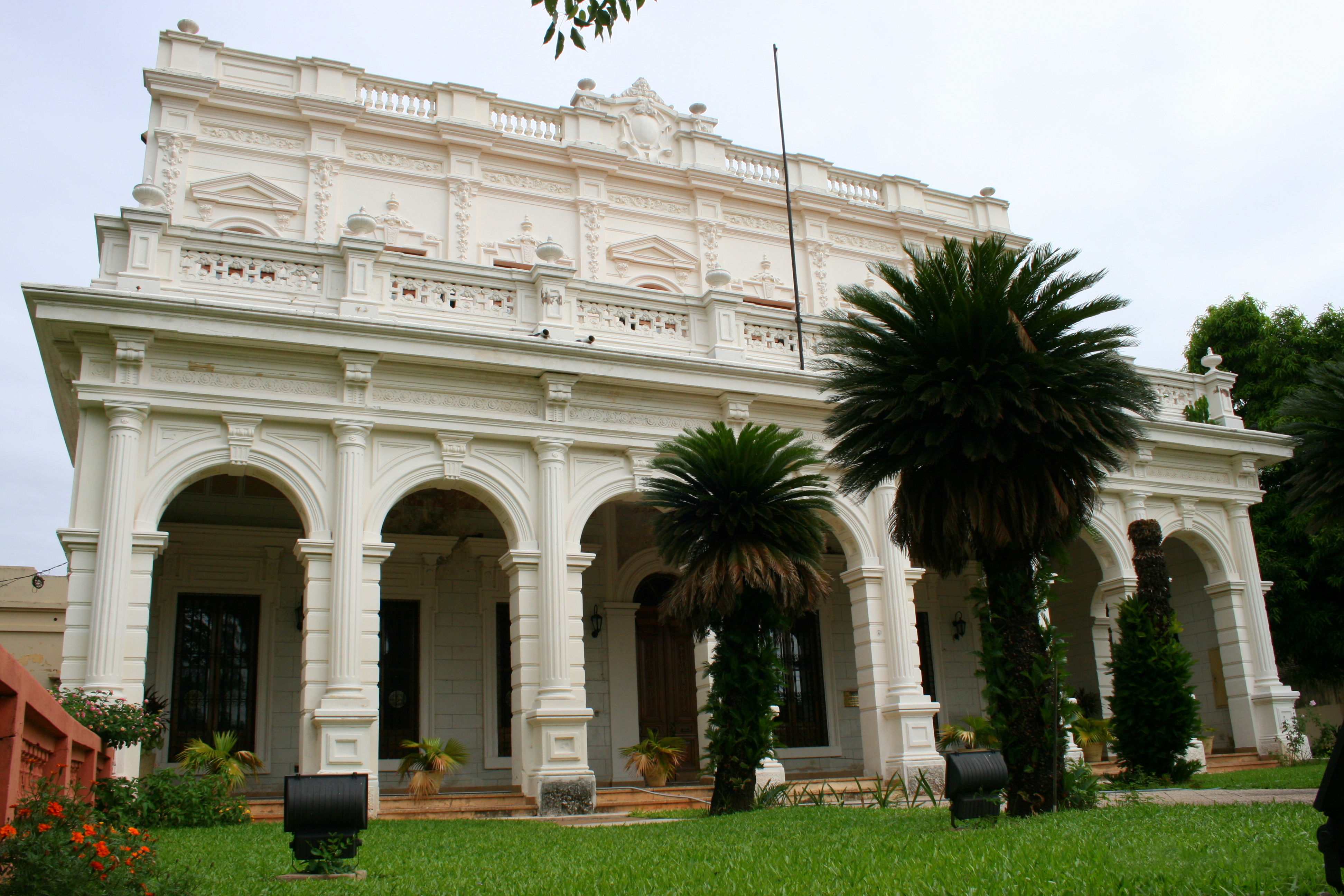
アスンシオン国立大学

### 大学
国立
- アスンシオン国立大学（英語版）

## 観光

### 名所・旧跡
- サン・ロレンソ大聖堂

## 文化・名物

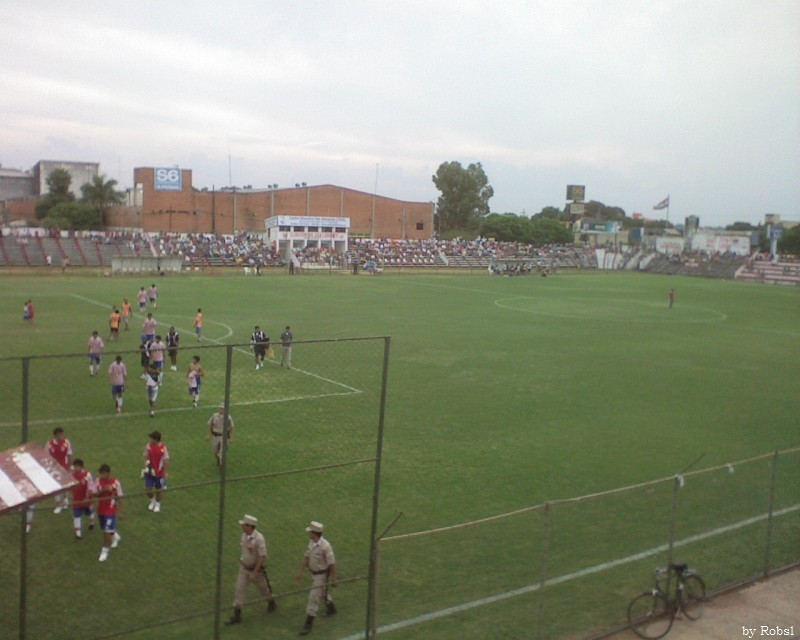
サン・ロレンソ

### 宗教
- サン・ロレンソ司教管区（英語版）

### スポーツ

#### サッカー
- サン・ロレンソ（リーガ・パラグアージャ）- アマチュア時代のクリスティアン・リベーロスが2002年に所属していた。

## 出身関連著名人
- クレメンティーノ・オカンポス（英語版）：1913年～2001年。作曲家、詩人。